# Psorothamnus arborescens
Psorothamnus arborescens là một loài thực vật có hoa trong họ legume họ known by the common name Mojave indigo bush. It is bản địa của tây nam United States and adjacent sections of Mexico, where nó có thể được tìm thấy ở many types of desert habitat and dry mountainous areas. It là một shrub growing no more than a meter tall, its highly branching stems sometimes with thorns. The leaves are each made up of a few pairs of green linear to oval leaflets up to a centimeter. The inflorescence is a long raceme of many flowers with reddish green calyces of sepals and bright purple pealike corollas up to a centimeter long. The fruit is a glandular legume pod up to a centimeter long containing one seed. There are several varieties of this species which are generally similar in appearance.